# Campeonato de Fútbol de Costa Rica 1958
El Campeonato de Fútbol de 1958, fue la edición número 38 de Liga de Fútbol de Costa Rica en disputarse, organizada por la FEDEFUTBOL.
Por primera vez se jugó un campeonato a tres vueltas. 
El Carmen F.C. hace su debut en Primera División, y se da el primer Derby Alajuelense.
Se da el descenso de otro grande del fútbol costarricense, el Club Sport La Libertad, tras 37 años en Primera División.

## Equipos participantes
| Provincia | N.º | Equipos                                              |
| --------- | --- | ---------------------------------------------------- |
| San José  | 4   | Gimnástica Española, La Libertad, Saprissa y Uruguay |
| Alajuela  | 2   | Alajuelense y El Carmen                              |
| Cartago   | 1   | Cartaginés                                           |
| Heredia   | 1   | Herediano                                            |

## Formato del Torneo
El torneo disputado a tres vueltas. Los equipos debían enfrentarse todos contra todos, el último lugar descendería automáticamente a Segunda División. 

## Tabla de posiciones
| Equipo | Pts | PJ | PG | PE | PP | GF | GC | DG  |
| --- | --- | -- | -- | -- | -- | -- | -- | --- |
| Liga Deportiva Alajuelense | 34  | 21 | 15 | 4  | 2  | 44 | 19 | +25 |
| Deportivo Saprissa | 33  | 21 | 15 | 3  | 3  | 56 | 16 | +40 |
| Club Sport Herediano | 23  | 21 | 10 | 3  | 8  | 39 | 31 | +8  |
| Club Sport Cartaginés | 23  | 21 | 9  | 5  | 7  | 27 | 24 | +3  |
| El Carmen F.C. | 17  | 21 | 7  | 3  | 11 | 34 | 36 | -2  |
| Club Sport Uruguay de Coronado | 17  | 21 | 6  | 5  | 10 | 30 | 38 | -8  |
| Sociedad Gimnástica Española | 11  | 21 | 3  | 5  | 13 | 23 | 48 | -25 |
| Club Sport La Libertad | 10  | 21 | 3  | 4  | 14 | 24 | 65 | -41 |
| Pts – Puntos; PJ – Partidos Jugados; PG - Partidos Ganados; PE - Partidos Empatados; PP - Partidos Perdidos; GF – Goles a Favor; GC – Goles en Contra; DG – Diferencia de Goles |     |    |    |    |    |    |    |     |

|  |                  |
|  | Campeón Nacional |

|  |                                     |
|  | Descenso Directo a Segunda División |

| Campeón Liga Deportiva Alajuelense Campeonato #7 |

Planilla del Campeón: Carlos Alvarado, José Luis Quesada, Francisco Montanaro, Heriberto Molina, Jesús Umaña, Cornelio Urbina, Luis Rodríguez, Carlos Enrique Herrera, Juan Ulloa, José Soto, Nelson Villalobos, Edgar Barrantes, Walter Pearson, Mardoqueo González, Isaías Araya, Luis Miranda, Danilo Alfaro, José Campos, Germán Guillén, Carlos González, Eduardo Salas

## Goleadores
| Jugador         | Equipo              | Goles |
| --------------- | ------------------- | ----- |
| José Luis Soto  | Alajuelense         | 21    |
| Rodolfo Herrera | Saprissa            | 14    |
| Rigoberto Rojas | Cartaginés          | 14    |
| Jorge Monge     | Saprissa            | 13    |
| William Carpio  | Herediano           | 13    |
| Daniel Salmerón | El Carmen           | 10    |
| Oscar Piedra    | Uruguay de Coronado | 10    |
| Juan Ulloa      | Alajuelense         | 10    |

## Descenso
El Club Sport La Libertad, desciende de forma automática al terminar último en el campeonato, y el Orión F.C. gana la Segunda División.
| Descenso campeonato 1958      | Descenso campeonato 1958 |
| ----------------------------- | ------------------------ |
| Descendido a Segunda División | Club Sport La Libertad   |
| Ascenso a Primera División    | Orión F.C.               |

## Torneos
| Predecesor: Campeonato 1957 | Liga de Fútbol de Costa Rica Campeonato 1958 | Sucesor: Campeonato 1959 |